# 성북동 (나주시)
성북동(城北洞)은 대한민국 전라남도 나주시의 동이다.

## 개요
성북동은 국도 제1호선, 국도 제13호선을 중심으로 나주시 경제상권의 중핵 기능의 역할과 서남부권의 교통 요충지로서 의료기관이 집중된 도농복합 지역이다.

## 행정 구역
- 과원동
- 성북동
- 중앙동
- 대호동
- 송촌동
- 석현동
- 청동

## 교육
- 나주공업고등학교
- 나주상업고등학교
- 금성고등학교
- 동신대학교

## 주요 시설
- 나주경찰서
- 나주성북동우체국